# Naguinata-do
Naguinata-do (lit. "caminho da naguinata) é o nome para artes marciais que em seu currículo possuam técnicas de uso da arma naguinata, mas com foco no desenvolvimento pessoal.
Naguinata (長刀・薙刀) – arma japonesa composta de uma haste longa em madeira e uma lâmina metálica curva de um gume montada em sua extremidade, semelhante a uma alabarda européia, mas sem as variações. O comprimento desta arma fica em torno de 2 metros, variando de estilo para estilo. As naguinatas usadas no treinamento da arte marcial são de três tipos: duas delas são versões apropriadas para o treino, a  primeira é de madeira com a lâmina de bambu flexível (para absorver impacto), a segunda é inteiriça em madeira para o treino de formas apenas e a terceira de lâmina metálica é usada somente em apresentações especiais e por praticantes antigos que possuem a experiência suficiente para manusear uma arma branca.
Naguinatajutsu 薙刀術 (lit "arte da naguinata") refere-se aos estilos clássicas (Koryu) que contém esta arma em seu currículo.
Atarashii Naguinata あたらしい なぎなた (lit. "nova naguinata") é o nome de uma arte marcial japonesa moderna (Gendai Budo) que emprega em sua prática a arma de mesmo nome, modelada a partir de tradições clássicas que ensinam Naguinatajutsu. As técnicas envolvem o uso do corpo, da mente e da arma naguinata. A prática tem como objetivo desenvolver faculdades mentais e físicas, tais como disciplina, respeito, cultivar a mente, fortalecer o espírito e o corpo e promover paz e prosperidade entre todas as pessoas. Durante o treinamento o praticante é constantemente desafiado e se aprimorar refinando cada vez mais sua técnica, a cooperar com outros praticantes para o bem comum e a se superar nos treinos competitivos.

## Histórico

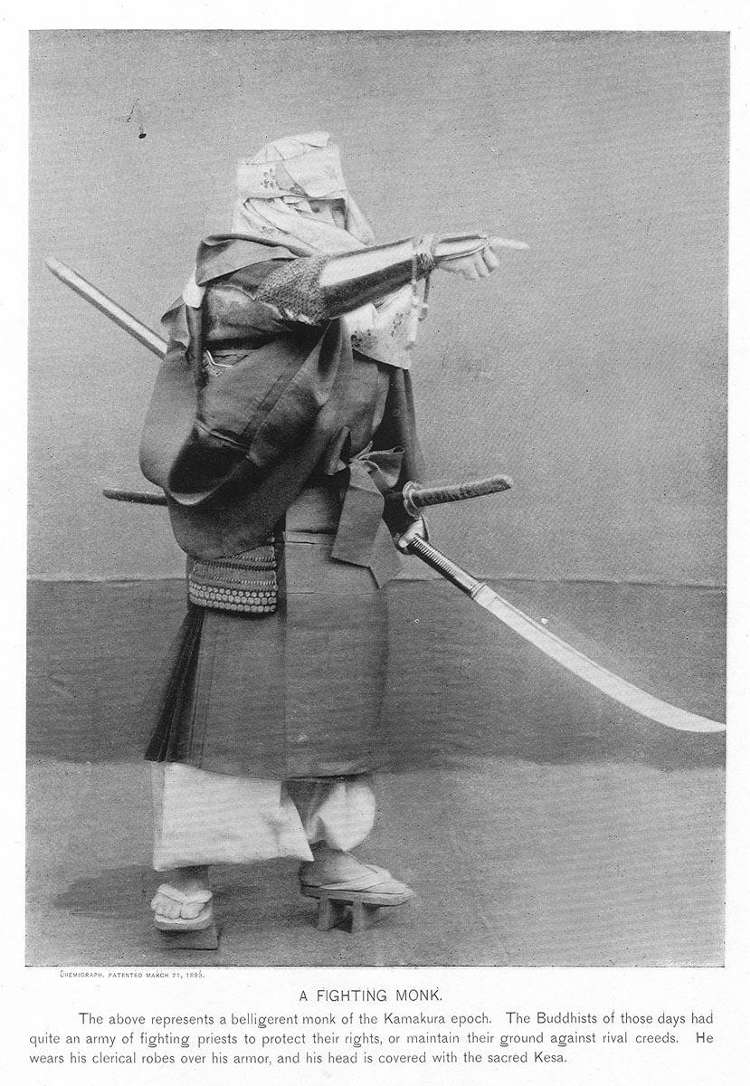
Samurai empunhando uma Naguinata

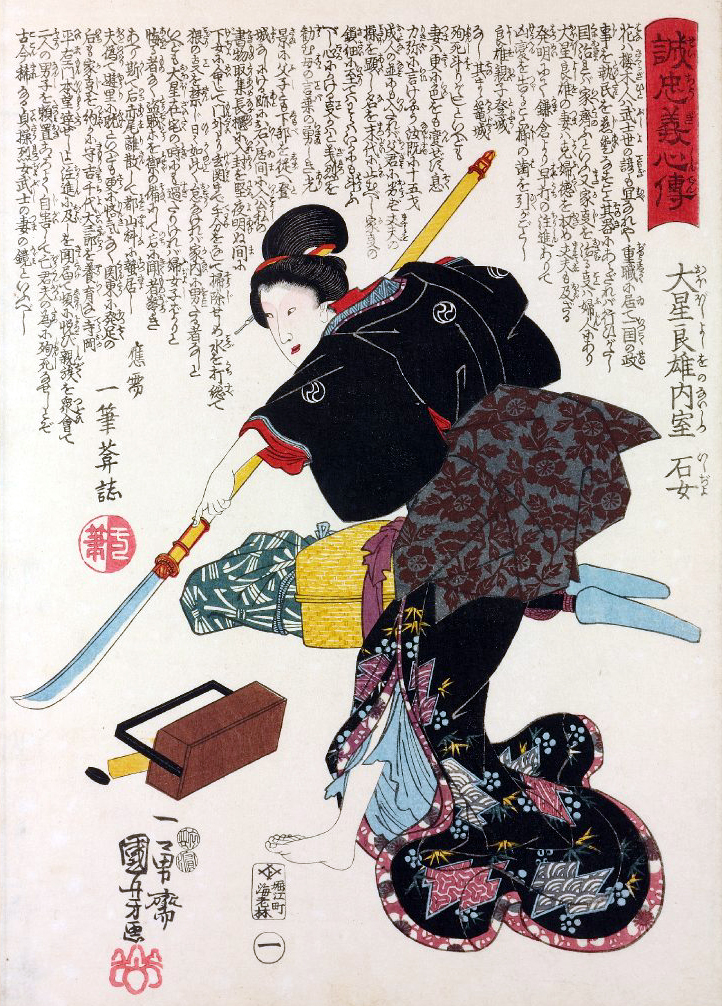
Ishi-jo, esposa do samurai Oboshi Yoshio - quadro de Kuniyoshi - 1848.

As origens da Naguinata remontam ao Período Heian (794 d.c à 1185 d.c). A naguinata foi uma arma muito usada principalmente pelas Onna-bugeisha, mulheres guerreiras, pelos Sôhei 僧兵, os monges guerreiros, e os Yamabushi 山伏, os monges da montanha.
Sua popularidade deu-se por volta do ano 1000 d.c.. Nos séculos seguintes a Naguinata sua popularidade passou por altos e baixos, conforme as táticas usadas em batalha iam evoluindo.
De qualquer forma, a importância da naguinata para os samurais pode ser atestada pela quantidade relativamente grande de estilos de bujutsu que a incorporaram em seu currículo, para citar alguns:  Suio Ryu, Katori Shinto Ryu, Tendo Ryu, Toda-ha Buko ryu e o Yoshin ryu.
Posteriormente seu uso foi disseminado pelas mulheres japonesas de família Samurai, como uma arma que poderia ser usada na proteção de seus lares em período de guerra.
Com o final da era dos Samurais e a Restauração Meiji em 1868 o Japão foi modernizado e muitas das antigas práticas caíram em desuso. No Período Showa a Naguinata passou a fazer parte do currículo escolar de educação física para as meninas. 
A prática nesta época denominava-se Naguinata-do 薙刀道 (lit. "caminho da naguinata").
Após a derrota do Japão na Segunda Guerra Mundial a prática foi remodelada, surgindo duas práticas da Naguinata: Atarashi Naguinata (Naguinata nova) e Naguinata Koryu (Naguinata clássica).
Apesar das diferenças existentes, as duas maneiras de se praticar a Naguinata compartilham muitas coisas em comum. Em ambas a prática é sistematizada de acordo com uma tradição de golpes, cortes e movimentos da esquerda e da direita em várias direções, promovendo um treinamento com ênfase na forma e beleza do movimento.

## Naguinata Koryu
A Naguinata é encontrada como parte do currículum de diversos estilos de Kobudô. 
A prática e sistema de graduação varia de estilo para estilo, assim como o uso ou não de protetores para a prática de combate.
Alguns dos estilos mais comuns conhecidos que incorporam a naguinata em seu currículo são:

### Tenshin Shoden Katori Shinto Ryu
O Tenshin Shoden Katori Shinto Ryu é o estilo mais antigo de Koryu, e única tradição do Japão reconhecida como Bunkasai, ou tesouro cultural japonês. 
As características desta escola são técnicas dinâmicas e katas longos, com movimentos como saltos, giros com o corpo e cortes ascendentes e descendentes usados em alternância.
O Tenshin Shoden Katori Shinto Ryu possui sete katas com naguinata, divididos em dois conjuntos.

### Suio Ryu
O Suio Ryu Iai Kenpo é um dos estilos mais completos, tendo em seu currículo diversas armas. A Naguinata ocupa um importante destaque , tendo sido incorporada pelo próprio fundador do estilo, Mima Yochizaemon Kagenobu(1577-1665), que aprendeu a utilizar esta arma com os monges sohei durante o Musha shugyo  (peregrinação guerreira) que fez na primeira parte de sua vida.
Os katas de Naguinata são divididos em três conjuntos: Naguinata contra espada, Naguinata contra Naguinata e formas solo em que são praticadas técnicas usadas em campos de batalha para abater cavalos.

### Outras tradições
Outras importantes tradições que ensinam Naguinata são:
.
- Tendo Ryu Naguinata-jutsu
- Jiki-shinkage Ryu Naguinata-jutsu
- Toda-ha Buko Ryu Naguinata-jutsu
- Higo Koryu Naguinata-jutsu
- Yoshin Ryu Naguinata-jutsu

## Atarashi Naguinata

### A prática
As primeiras associações para a prática do Atarashi Naguinata formaram-se a partir de 1950, congregando mais de 15 estilos diferentes.
Em 1953 foi instituída a ZEN NIPPON NAGINATA RENMEI - Confederação Japonesa de Naguinata, que regulamentou o estilo oficial dessa arte, reunindo as técnicas dos diversos estilos existentes, principalmente Tendô Ryu e Jiki Shinkague Ryu.
A Atarashi Naginata, passou a ser escrito, em japonês, utilizando os caracteres hiragana, ao invés do Kanji.
O Atarashi Naguinata possui atualmente mais de 80 mil praticantes no Japão e diversos países do ocidente.
Atualmente, a regulamentação da Atarashi Naguinata é realizada mundialmente pela Federação Internacional de Naguinata - INF. A INF foi criada em 1990, congregando vários países e está divida em três seções : Japão, Europa e Américas.
No Japão a Atarashi Naguinata é regido pela All Japan Naginata Federation, representada no Brasil pela Associação de Naguinata do Brasil.

### Equipamento
A Naguinata verdadeira, de lâmina de aço e com gume, somente é usada em demonstrações, salvo raras exceções. Adequadas ao treino há 2 tipos de Naguinata, a 1ª tem no lugar da lâmina duas tiras de bambu curvas e bem flexíveis que possibilitam a absorção do impacto sendo usadas nos treinos de contato e campeonatos e inclusive na prática de formas pré-ordenadas básicas (Shikake-Ôji), a 2ª é inteiriça em madeira, própria para o treino de formas pré-ordenadas avançadas (Kata).
Os praticantes de Atarashi Naguinata vestem-se com protetores durante os treinos de contato e nos campeonatos. O Bogu, como é chamado esta vestimenta de proteção, compreende protetores da cabeça (e garganta) (Men), dos punhos (Kote), do tronco (Do) e das canelas/tíbia (Suneate). Somente é permitido os golpes direcionados nestes pontos protegidos.
Em comparação ao Kendo o Men possui abas laterais mais curtas, o Kote possui articulação para o dedo indicador, possibilitando assim o melhor manuseio da arma e por fim o uso do Suneate que não é usado no Kendo.

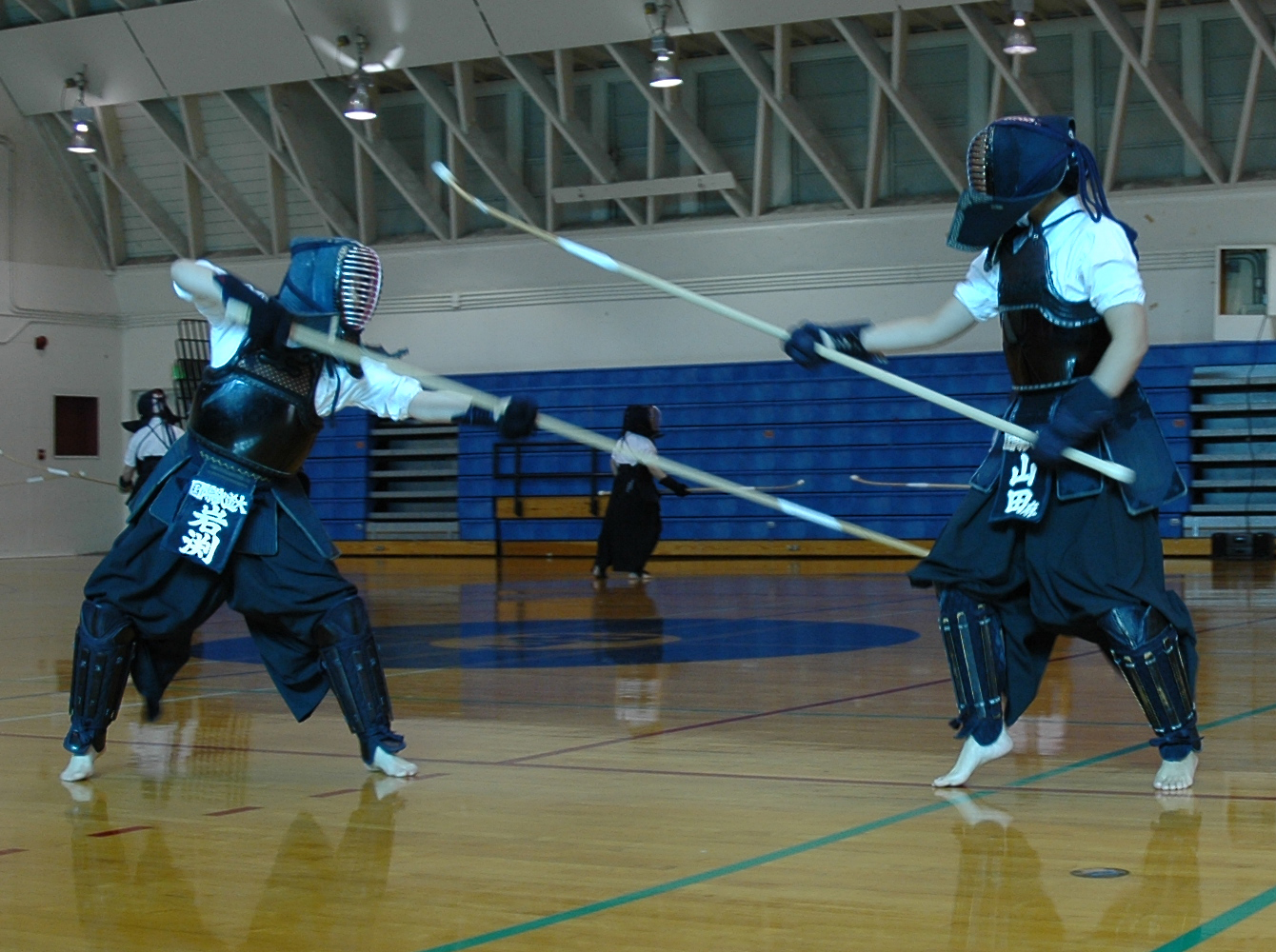
Sune - International Budo University, Japão.
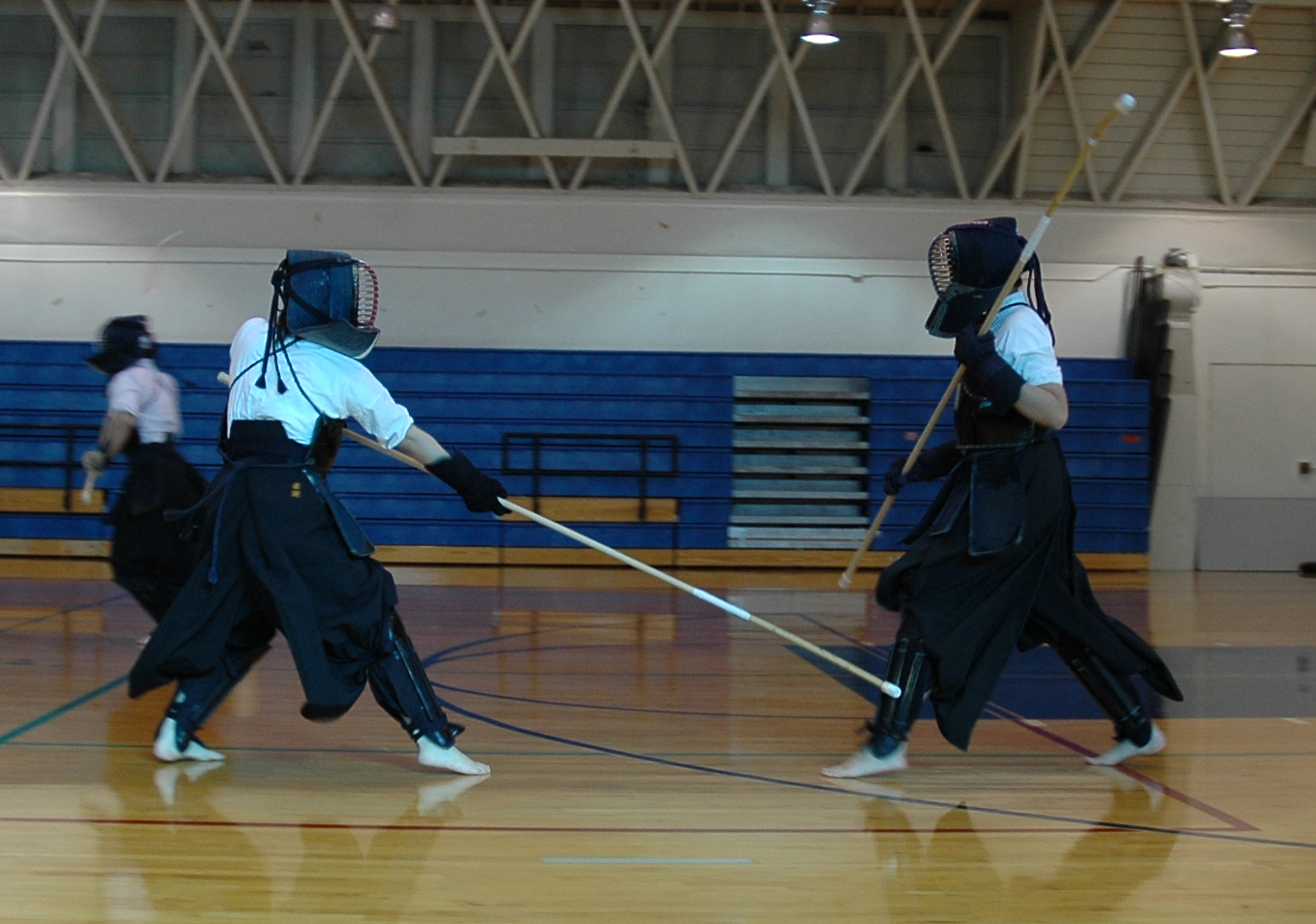
Sune - International Budo University, Japão.
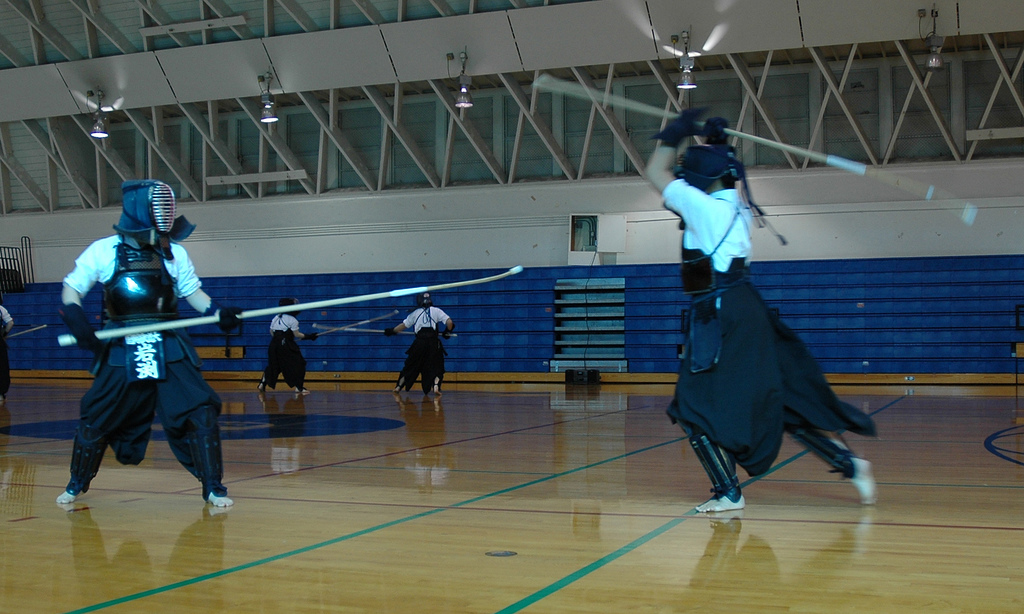
Furikaeshi - International Budo University, Japão.

### Aspecto filosófico

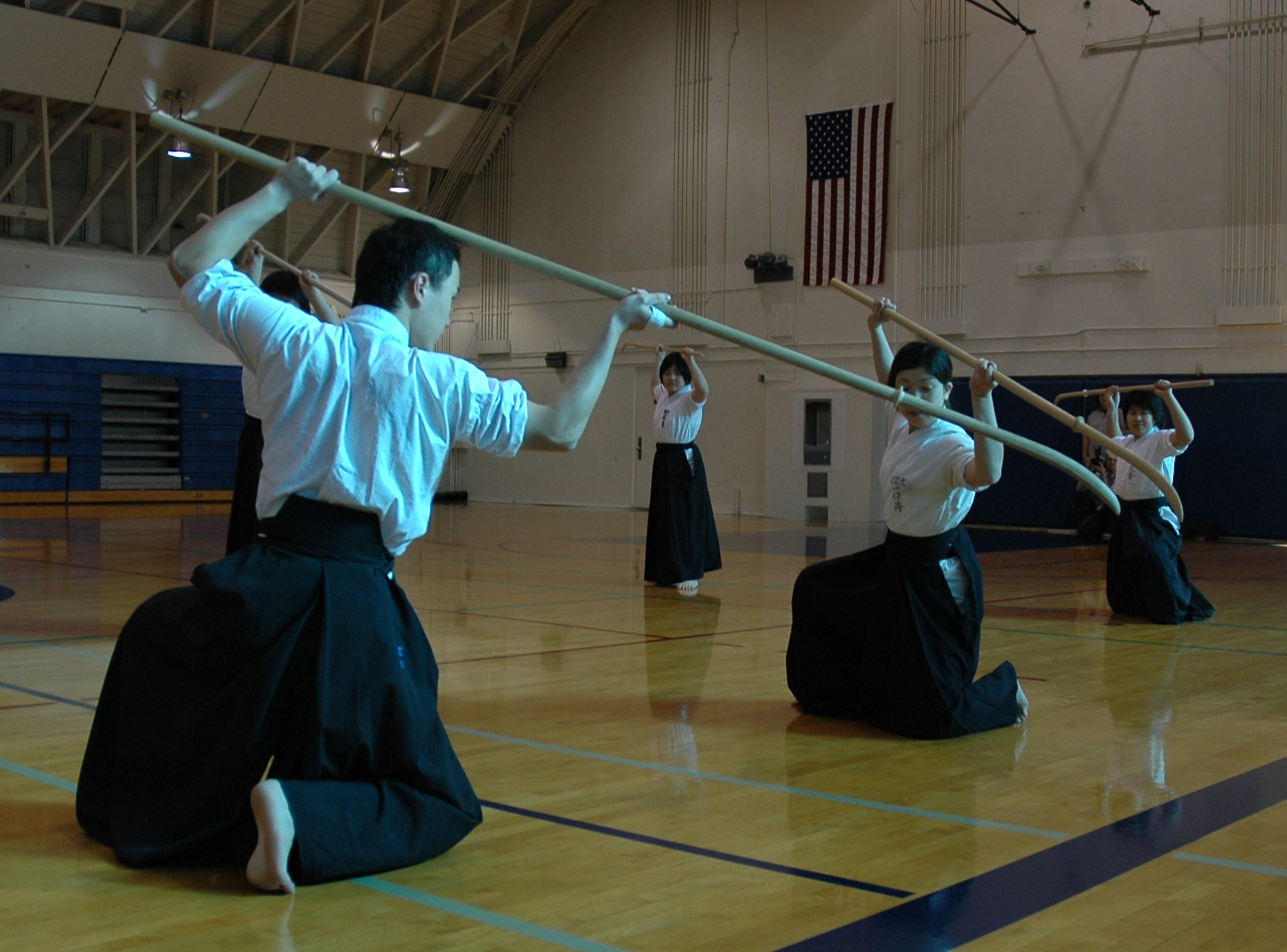
Naginata Kata - International Budo University, Japão.

A Federação Japonesa de Naguinata tem atuado com o seguinte conceito e princípio:
- Promover a harmonia entre a mente e o corpo através do treinamento.

De acordo com a Federação Japonesa de Naguinata, através da orientação correta da Atarashi Naguinata procura-se o aperfeiçoamento da técnica, cultivar o espírito, aumentar a vitalidade e também :
- Treinar corretamente dentro dos princípios do Naguinata
- Respeitar a disciplina
- Respeitar a etiqueta e cooperar com os outros
- Aprender e preservar a cultura tradicional japonesa
- Cultivar a mente
- Desenvolver o espírito e o corpo
- Promover a paz e prosperidade entre as pessoas

### Graduações
Mudansha (sem dan): 
- 6º Kyu = Rokkyu
- 5º Kyu = Gokyu
- 4º Kyu = Yonkyu
- 3º Kyu = Sankyu
- 2º Kyu = Nikyu
- 1º Kyu = Ikkyu

Yudansha (com dan):
- 1º Dan = Shodan
- 2º Dan = Nidan
- 3º Dan = Sandan
- 4º Dan = Yondan
- 5º Dan = Godan

Shogo - títulos de instrução, obtidos após o 5º dan: 
- Renshi
- Kyoshi
- Hanshi

Requisitos para exame:
- 1º Kyu - nenhum
- 1º Dan - deve possuir 1º Kyu
- 2º Dan - permanência na graduação anterior por 1 ano
- 3º Dan - permanência na graduação anterior por 2 anos
- 4º Dan - permanência na graduação anterior por 3 anos
- 5º Dan - permanência na graduação anterior por 3 anos

## Naguinata no Brasil

### Naguinata Koryu

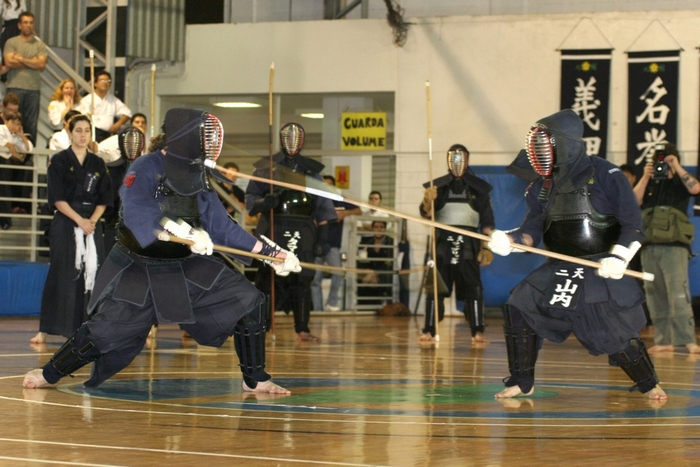
5° Torneio Brasileiro por equipes de Kobudo - CBKob.

No Brasil, o Naguinatajutsu dos estilos Suio Ryu e Tenshin Shoden Katori Shinto Ryu  é praticado dentro da Confederação Brasileira de Kobudo (CBKOb). O ensino dentro da CBKob é feito por seu presidente, Sensei Jorge Kishikawa, outros professores ligados a ele, São filiados à Nihon Kobudo Kyokai (sede em Toquio, Japão)- NKK - e autorizados a lecionar a arte da Naguinata do Suio ryu pelo Soke (grão-mestre) Yoshimitsu Katsuse.
A prática dentro da CBKob abrange ainda shiai (luta) utilizando bogu equipado com sune (proteção da tíbia). São realizados combates entre duas Naginatas (Categoria Naginata) e entre Naginatas e espadas (Categoria Kobudô Ishu Jiai). Nesta prática as regras e técnicas empregadas diferem das do Atarashi Naginata.

### Atarashi Naguinata
A Atarashi Naguinata é uma arte marcial pouco conhecida no Brasil. Esta arte foi praticada na colônia japonesa durante o período pré-Segunda Guerra Mundial, mas praticamente não há registros sobre ela. A professora mais destacada da época foi Shizu Furumoto sensei.
O grupo atual de praticantes iniciou suas atividades desde 1987, quando a professora Hatsue Takahashi veio do Japão em 1987 e fez demonstrações em São Paulo, formando o primeiro grupo de praticantes dessa arte marcial. Este pequeno grupo foi aos poucos aumentando, contando com a orientação da mesma professora Takahashi, que esporadicamente vinha para o Brasil.
Atualmente no Brasil existe uma professora autorizada pela INF a lecionar a arte do Atarashi Naguinata: Yasue Morita Sensei, com graduação de 4º Dan e apoiada por Tomomi Hasegawa 4º dan, têm mantido um grupo de treinamento através da ANB em São Paulo. Responsáveis pela  divulgação dessa arte marcial e pela orientação às pessoas interessadas em aprendê-la, de acordo com os princípios da Atarashi Naguinata e regras da INF. No Rio de Janeiro, Brasília, Manaus e Porto Alegre há grupos de estudos supervisionado pela ANB. E também responsável por grupos de estudo formados na Argentina, Chile e México.
Em 1993 foi criada a Associação de Naguinata do Brasil - ANB, que congrega praticantes e simpatizantes da Atarashi Naguinata, cuja filiação à Federação Internacional de Naguinata - INF, foi aprovada e aceita como seu 8º membro. Isso possibilitou a participação do Brasil, de forma oficial nos eventos da INF. 
Em 1993 o Brasil esteve no 3º Torneio Internacional da Amizade realizado em Los Angeles - EUA e no 1º Campeonato Mundial em Tóquio - Japão. 
Em 1995 esteve no Seminário e Torneio em Yamagata - Japão. 
Em 1996 o Brasil teve a grande honra de sediar o 4º Torneio Internacional da Amizade.
Em 1999 ocorreu o 2º Campeonato Mundial em Paris, na França, com a participação do Brasil.
No ano de 2007 ocorreu o 4º Campeonato Mundial de Naguinata, na Bélgica, onde o Brasil foi representado por uma equipe da Associação de Naguinata do Brasil.
No ano de 2011 ocorreu o 5º Campeonato Mundial de Naguinata, no Japão, onde a equipe brasileira teve oportunidade em participar no shiai (luta) individual, shiai equipe e engi (competição de kata).
No ano 2015 ocorreu o 6º Campeonato Mundial de Naguinata, no Canadá, onde a equipe brasileira participou do campeonato e do seminário e voltou ao Brasil com certificados de graduação de dan. Também teve participação maravilhosa da praticante Tomomi Hasegawa, que conquistou o 3º lugar no campeonato de amizade.
No ano 2017, o Brasil participou do PanAmericano na California, EUA, onde formando uma equipe mista Canadá e Brasil, venceram o campeonato por equipes com a participação de Eduardo Pereira na equipe.
No ano 2018, o Brasil teve grande honra de sediar o Seminário Internacional de Naguinata que ocorreu em São Paulo. Onde os mestres do Japão, da Bélgica e dos Estados Unidos vieram e ministraram os treinos por três. No último dia foi realizado exame de graduação onde duas pessoas receberam 3º dan, 1 pessoa recebeu shodan e outros praticantes receberam kyus. Teve participação da Argentina, da Alemanha e de várias regiões do Brasil.
No ano 2019 ocorreu 7º Campeonato Mundial de Naguinata na Alemanha. Onde teve participação de 14 países de várias continentes. Onde a praticante Tomomi Hasegawa da equipe brasileira recebeu o 4º dan e certificado de árbitra.